# メジャーリーグベースボールの三冠王一覧
メジャーリーグベースボール（MLB）において三冠とは、1シーズンに3つの特定のカテゴリー全てでリーグトップの成績を収めた選手が得る称号。 三冠を達成した選手は三冠王と呼ばれる。1シーズンで打率、本塁打、打点でリーグトップとなる成績を収めた選手が「三冠王」と呼ばれ、勝利投手、奪三振、防御率でリーグトップの選手は「投手三冠」と呼ばれる。
一般的にアメリカンリーグ（AL）またはナショナルリーグ（NL）の1つのリーグで3つのカテゴリーがリーグトップになった時「三冠」は適用され、トップタイ記録でも適用される。両リーグで3つのカテゴリーがリーグトップになった時「MLB三冠」と呼ばれることもある。

## 三冠
一般に「三冠」とは打撃指標を指す。1シーズンで首位打者（打率トップ）、最多本塁打（本塁打王）、最多打点（打点王）を全て達成した選手が「三冠王」と呼ばれる。この用語は投手と区別する場合をのぞき、打撃成績を示す「打者三冠」という呼び方はされない。
三冠は、高く安定した打率を維持し、長打力があり、走者が塁にいる時の勝負強さを持っている。その打者が打撃技術において総合的に優れていることを現している。しかしそのような選手であっても簡単には得ることができない珍しい記録であり、100年を超える歴史の中で17回しか達成されていない。最新の達成者は2012年のミゲル・カブレラであるが、これは1967年のカール・ヤストレムスキー以来45年ぶりの記録だった。ESPNの野球記者ティム・カークジャンは打率や長打率に特化した選手が増えたことにより三冠達成が困難になったのではないかと分析している。
これまでの三冠の最多獲得の記録は2回で2人が達成している。ロジャース・ホーンスビーが最初の達成者で、ともにセントルイス・カージナルス在籍時の1922年と1925年に三冠王となった。テッド・ウィリアムズが2人目の達成者で、1942年と1947年に三冠王となっている。チーム別で見るとセントルイス・カージナルスが4回で最多となっている。 ホーンズビーの2回に加え、セントルイス・ブラウンズ時代のティップ・オニールが1887年に現在消滅したアメリカン・アソシエーションで三冠王となった。最新ではジョー・メドウィックが1937年に獲得している。「引退して5年経過」の条件を満たしていない現役選手のミゲル・カブレラを除き、三冠王となった14人のうち12人がアメリカ野球殿堂入りを果たしている 。

## 投手三冠
1シーズンで最優秀防御率、最多勝利、最多奪三振（奪三振王）でリーグトップとなった投手は「投手三冠」と呼ばれる。投手三冠は打者三冠ほどまれではなく受賞者はこちらの方が多い。
投手三冠はこれまで41回達成されてきた。1人の選手による達成回数最大は3回でこれまで3人の選手によって達成された。ピート・アレクサンダーは、フィラデルフィア・フィリーズ時代の1915年と1916年2シーズン連続達成し、シカゴ・カブス時代の1920年に3回目を達成した。アレクサンダーは唯一複数のチームでの投手三冠達成である。ウォルター・ジョンソンは1913年、1918年、1924年に達成。最初で最後のワシントン・セネタースでの達成者となった。サンディー・コーファックスは、ロサンゼルス・ドジャースの黄金期の1963年、1965年、1966年に達成。全てメジャーリーグ投手三冠であった。コーファックスは3度目の投手三冠を達成したその年に引退を発表した。
複数の投手三冠を達成している他の投手は、クリスティ・マシューソン（1905年・1908年、ニューヨーク・ジャイアンツ）、レフティ・グローブ（1930年・1931年、フィラデルフィア・アスレチックス）、レフティ・ゴメス（1934年・1937年、ニューヨーク・ヤンキース）、ロジャー・クレメンス（1997年・1998年、トロント・ブルージェイズ）の4人が2回ずつ達成している。達成者の一人、ルイビル・カーネルズのガイ・ヘッカーが1884年に現在消滅したアメリカン・アソシエーションで唯一、投手三冠となっている。
殿堂入り有資格者の24人の内18人がアメリカ野球殿堂入りを果たしている。最新ではペドロ・マルティネスとランディ・ジョンソンが、両者とも有資格初年度の2015年に殿堂入りを果たしている。
投手三冠の最新の達成者は2024年のタリック・スクーバルとクリス・セールである。

## 三冠王の一覧
凡例
| dagger | アメリカ野球殿堂入り | double-dagger | 現役選手 | .000 | 両リーグ全体で三冠 | § | その年度のMVP | # | その年度のサイ・ヤング賞 |

AA：アメリカン・アソシエーション　NL：ナショナルリーグ　AL：アメリカンリーグ　1B:一塁手　2B:二塁手　3B:三塁手　LF:左翼手　CF:中堅手　RF:右翼手　OF:外野手

### 打者達成者

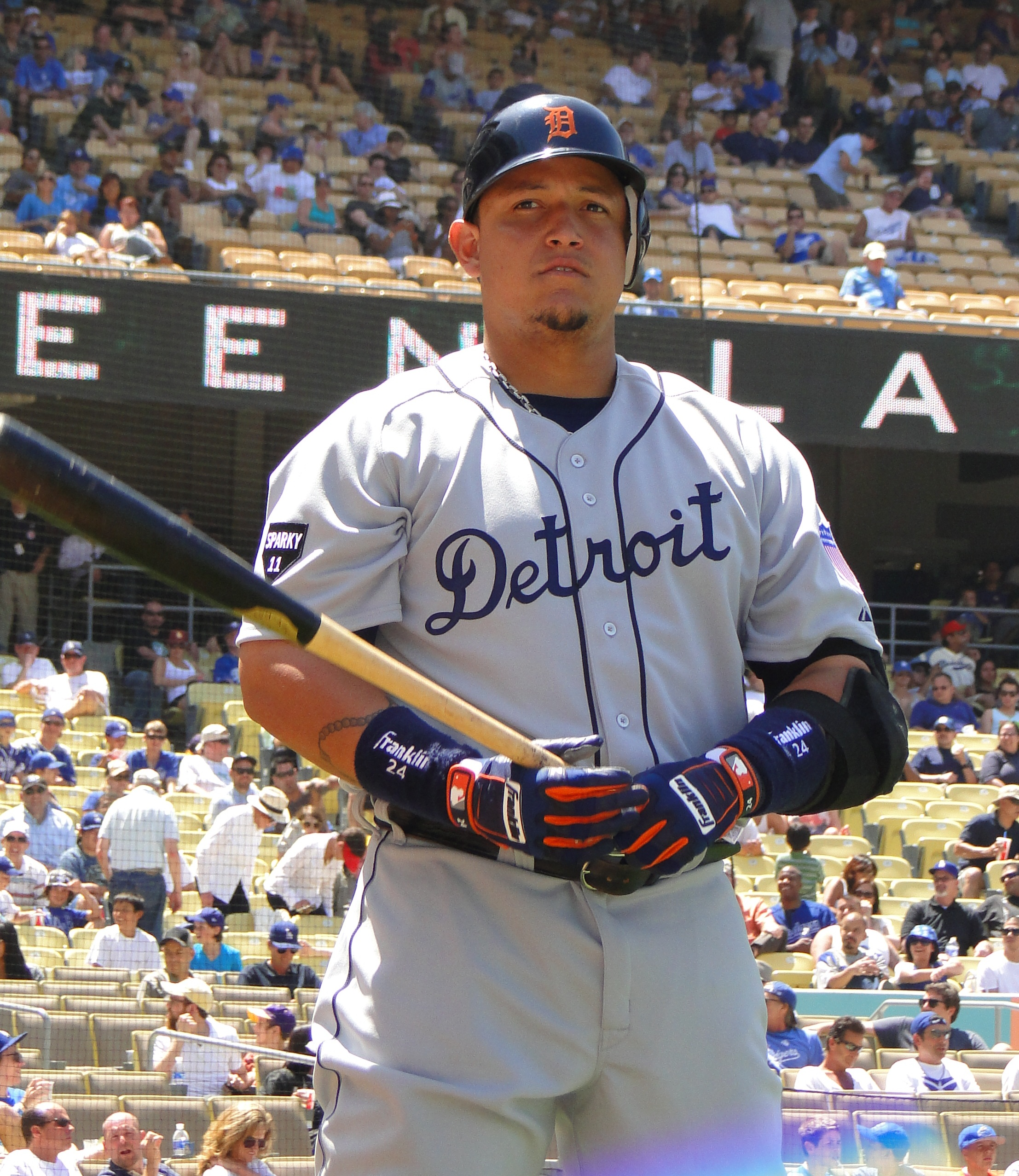
2012年に三冠王となったミゲル・カブレラ。1967年以来の達成者だった。

| 年度 | 選手名                    | チーム                           | リーグ | 守備 | HR | 打点 | 打率 | 出典          |
| ---- | ------------------------- | -------------------------------- | ------ | ---- | -- | ---- | ---- | ------------- |
| 1878 | ポール・ハインズ          | プロビデンス・グレイズ           | NL     | CF   | 4  | 50   | .358 | [ 27 ]        |
| 1887 | ティップ・オニール        | セントルイス・ブラウンズ         | AA     | LF   | 14 | 123  | .435 | [ 8 ]         |
| 1894 | ヒュー・ダフィー          | ボストン・ビーンイーターズ       | NL     | OF   | 18 | 145  | .440 | [ 28 ]        |
| 1901 | ナップ・ラジョイ          | フィラデルフィア・アスレチックス | AL     | 2B   | 14 | 125  | .426 | [ 29 ]        |
| 1909 | タイ・カッブ              | デトロイト・タイガース           | AL     | RF   | 9  | 107  | .377 | [ 30 ] [ 31 ] |
| 1922 | ロジャース・ホーンスビー  | セントルイス・カージナルス       | NL     | 2B   | 42 | 152  | .401 | [ 4 ]         |
| 1925 | ロジャース・ホーンスビー  | セントルイス・カージナルス       | NL     | 2B   | 39 | 143  | .403 | [ 5 ] [ 32 ]  |
| 1933 | ジミー・フォックス§       | フィラデルフィア・アスレチックス | AL     | 1B   | 48 | 163  | .356 | [ 33 ]        |
| 1933 | チャック・クライン        | フィラデルフィア・フィリーズ     | NL     | RF   | 28 | 120  | .368 | [ 34 ]        |
| 1934 | ルー・ゲーリッグ          | ニューヨーク・ヤンキース         | AL     | 1B   | 49 | 165  | .363 | [ 35 ] [ 36 ] |
| 1937 | ジョー・メドウィック§     | セントルイス・カージナルス       | NL     | LF   | 31 | 154  | .374 | [ 37 ]        |
| 1942 | テッド・ウィリアムズ      | ボストン・レッドソックス         | AL     | LF   | 36 | 137  | .356 | [ 6 ] [ 38 ]  |
| 1947 | テッド・ウィリアムズ      | ボストン・レッドソックス         | AL     | LF   | 32 | 114  | .343 | [ 7 ]         |
| 1956 | ミッキー・マントル§       | ニューヨーク・ヤンキース         | AL     | CF   | 52 | 130  | .353 | [ 39 ] [ 40 ] |
| 1966 | フランク・ロビンソン§     | ボルチモア・オリオールズ         | AL     | RF   | 49 | 122  | .316 | [ 41 ]        |
| 1967 | カール・ヤストレムスキー§ | ボストン・レッドソックス         | AL     | LF   | 44 | 121  | .326 | [ 42 ]        |
| 2012 | ミゲル・カブレラ§         | デトロイト・タイガース           | AL     | 3B   | 44 | 139  | .330 | [ 43 ]        |

### 投手達成者

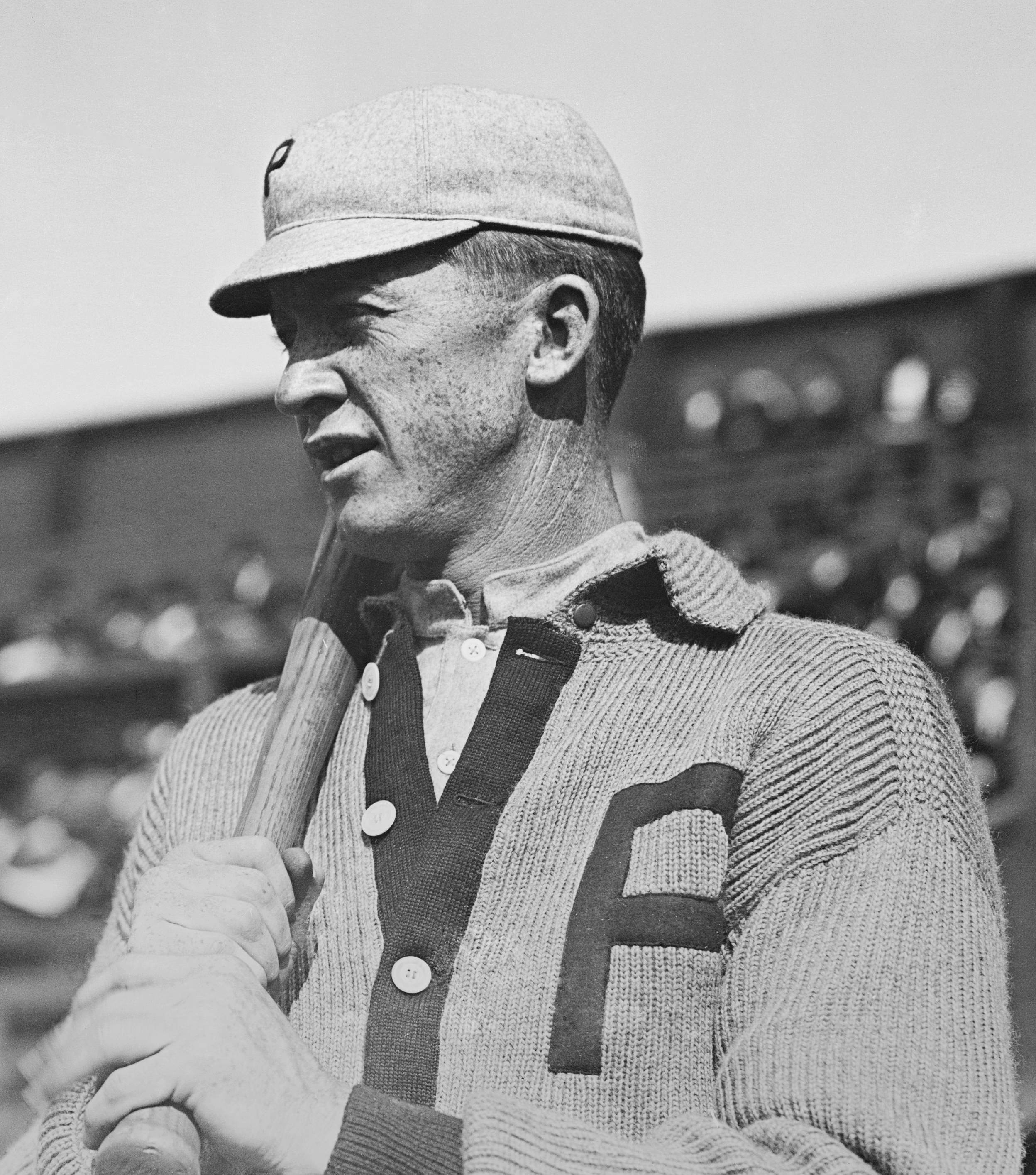
ピート・アレクサンダーはナショナルリーグで3回(1915–1916年と1920年)投手三冠となっている。2つのチームで達成した。

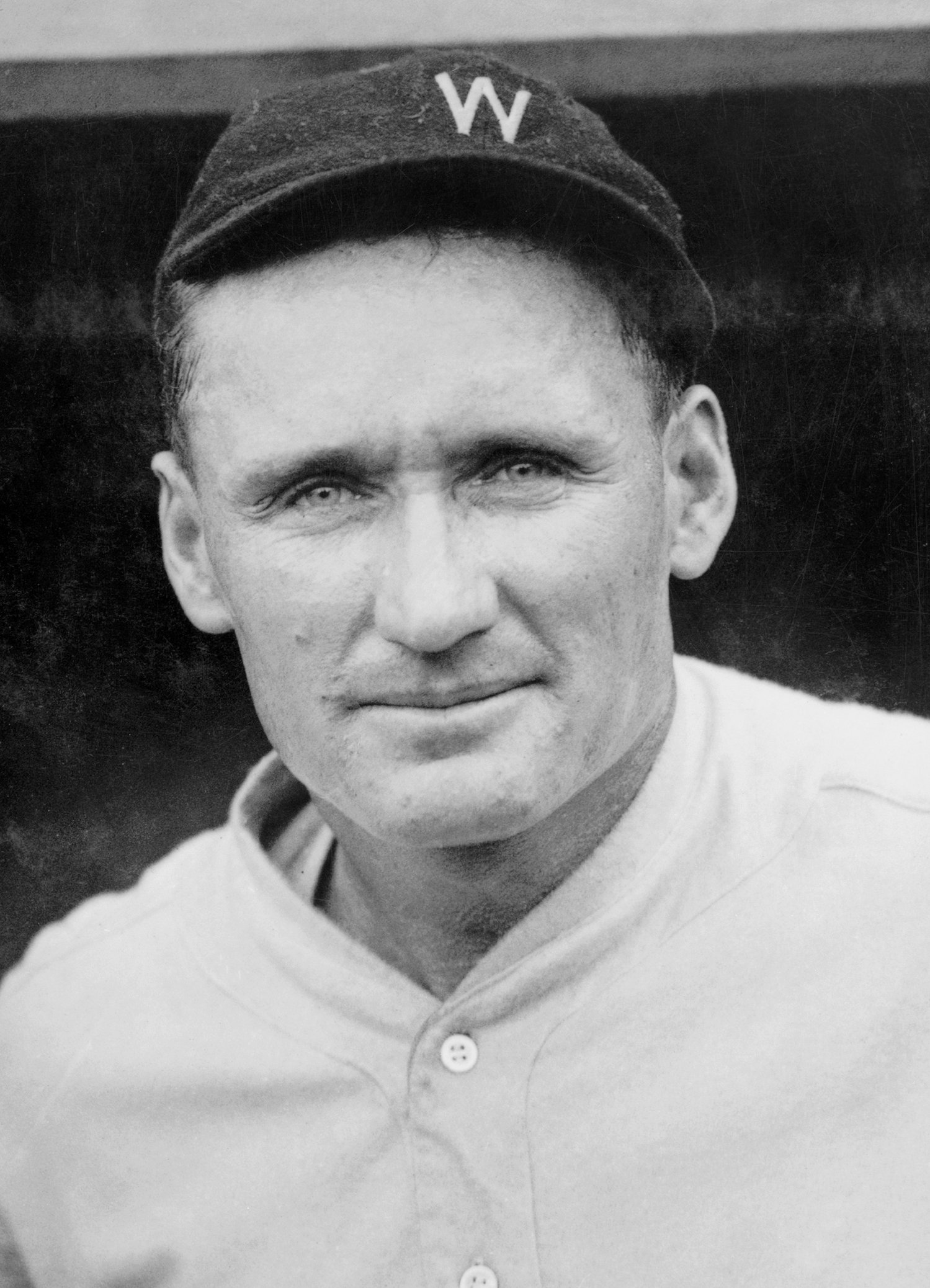
ウォルター・ジョンソンはアメリカンリーグ・ワシントン・セネタースで唯一の3回投手三冠を達成。

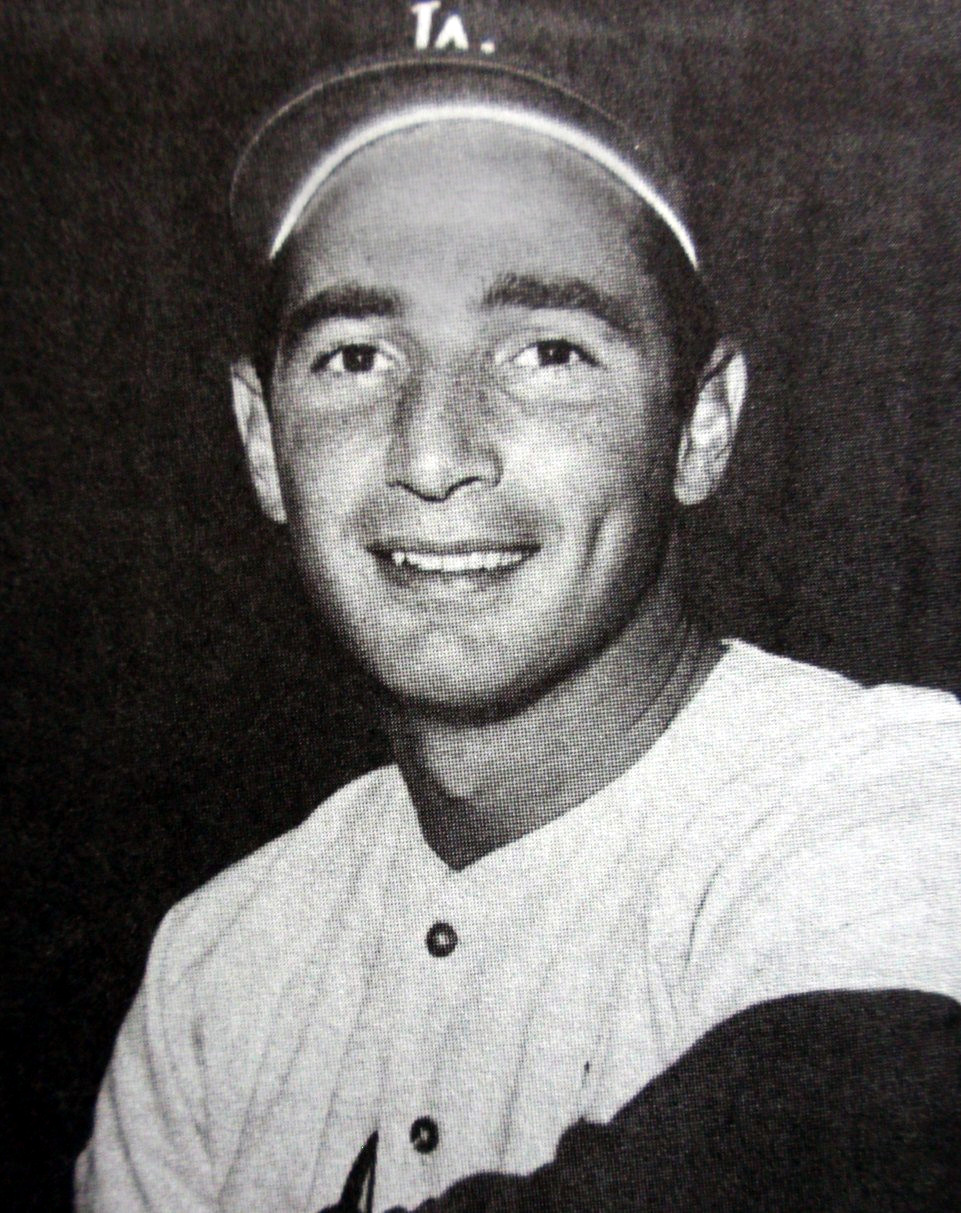
サンディー・コーファックスはナショナルリーグ4年間で3回の投手三冠を達成した。

| 年度 | 選手名                       | チーム                           | リーグ | 防御率 | 勝利 | 奪三振 | 出典          |
| ---- | ---------------------------- | -------------------------------- | ------ | ------ | ---- | ------ | ------------- |
| 1877 | トミー・ボンド               | ボストン・レッドキャップス       | NL     | 2.11   | 40   | 170    | [ 44 ]        |
| 1884 | ガイ・ヘッカー               | ルイビル・カーネルズ             | AA     | 1.80   | 52   | 385    | [ 24 ]        |
| 1884 | チャールズ・ラドボーン       | プロビデンス・グレイズ           | NL     | 1.38   | 59   | 441    | [ 45 ]        |
| 1888 | ティム・キーフ               | ニューヨーク・ジャイアンツ       | NL     | 1.74   | 35   | 335    | [ 46 ]        |
| 1889 | ジョン・クラークソン         | ボストン・ビーンイーターズ       | NL     | 2.73   | 49   | 284    | [ 47 ]        |
| 1894 | エイモス・ルーシー           | ニューヨーク・ジャイアンツ       | NL     | 2.78   | 36   | 195    | [ 48 ]        |
| 1901 | サイ・ヤング                 | ボストン・アメリカンズ           | AL     | 1.62   | 33   | 158    | [ 49 ]        |
| 1905 | クリスティ・マシューソン     | ニューヨーク・ジャイアンツ       | NL     | 1.27   | 31   | 206    | [ 50 ]        |
| 1905 | ルーブ・ワッデル             | フィラデルフィア・アスレチックス | AL     | 1.48   | 27   | 287    | [ 51 ]        |
| 1908 | クリスティ・マシューソン     | ニューヨーク・ジャイアンツ       | NL     | 1.43   | 37   | 259    | [ 52 ]        |
| 1913 | ウォルター・ジョンソン       | ワシントン・セネタース           | AL     | 1.14   | 36   | 243    | [ 17 ] [ 53 ] |
| 1915 | ピート・アレクサンダー       | フィラデルフィア・フィリーズ     | NL     | 1.22   | 31   | 241    | [ 14 ] [ 54 ] |
| 1916 | ピート・アレクサンダー       | フィラデルフィア・フィリーズ     | NL     | 1.55   | 33   | 167    | [ 15 ]        |
| 1918 | ウォルター・ジョンソン       | ワシントン・セネタース           | AL     | 1.27   | 23   | 162    | [ 18 ] [ 55 ] |
| 1918 | ヒッポ・ボーン               | シカゴ・カブス                   | NL     | 1.74   | 22   | 148    | [ 56 ]        |
| 1920 | ピート・アレクサンダー       | シカゴ・カブス                   | NL     | 1.91   | 27   | 173    | [ 16 ]        |
| 1924 | ウォルター・ジョンソン       | ワシントン・セネタース           | AL     | 2.72   | 23   | 158    | [ 19 ]        |
| 1924 | ダジー・ヴァンス             | ブルックリン・ロビンス           | NL     | 2.16   | 28   | 262    | [ 57 ] [ 58 ] |
| 1930 | レフティ・グローブ           | フィラデルフィア・アスレチックス | AL     | 2.54   | 28   | 209    | [ 59 ] [ 60 ] |
| 1931 | レフティ・グローブ§          | フィラデルフィア・アスレチックス | AL     | 2.06   | 31   | 175    | [ 61 ] [ 62 ] |
| 1934 | レフティ・ゴメス             | ニューヨーク・ヤンキース         | AL     | 2.33   | 26   | 158    | [ 63 ]        |
| 1937 | レフティ・ゴメス             | ニューヨーク・ヤンキース         | AL     | 2.33   | 21   | 194    | [ 64 ]        |
| 1939 | バッキー・ウォルターズ§      | シンシナティ・レッズ             | NL     | 2.29   | 27   | 137    | [ 65 ]        |
| 1940 | ボブ・フェラー               | クリーブランド・インディアンス   | AL     | 2.61   | 27   | 261    | [ 66 ]        |
| 1945 | ハル・ニューハウザー§        | デトロイト・タイガース           | AL     | 1.81   | 25   | 212    | [ 67 ] [ 68 ] |
| 1963 | サンディー・コーファックス§# | ロサンゼルス・ドジャース         | NL     | 1.88   | 25   | 306    | [ 20 ] [ 69 ] |
| 1965 | サンディー・コーファックス#  | ロサンゼルス・ドジャース         | NL     | 2.04   | 26   | 382    | [ 21 ] [ 70 ] |
| 1966 | サンディー・コーファックス#  | ロサンゼルス・ドジャース         | NL     | 1.73   | 27   | 317    | [ 22 ] [ 71 ] |
| 1972 | スティーブ・カールトン#      | フィラデルフィア・フィリーズ     | NL     | 1.97   | 27   | 310    | [ 72 ]        |
| 1985 | ドワイト・グッデン#          | ニューヨーク・メッツ             | NL     | 1.53   | 24   | 268    | [ 73 ] [ 74 ] |
| 1997 | ロジャー・クレメンス#        | トロント・ブルージェイズ         | AL     | 2.05   | 21   | 292    | [ 75 ]        |
| 1998 | ロジャー・クレメンス#        | トロント・ブルージェイズ         | AL     | 2.65   | 20   | 271    | [ 76 ]        |
| 1999 | ペドロ・マルティネス#        | ボストン・レッドソックス         | AL     | 2.07   | 23   | 313    | [ 77 ]        |
| 2002 | ランディ・ジョンソン#        | アリゾナ・ダイヤモンドバックス   | NL     | 2.32   | 24   | 334    | [ 78 ]        |
| 2006 | ヨハン・サンタナ#            | ミネソタ・ツインズ               | AL     | 2.77   | 19   | 245    | [ 79 ] [ 80 ] |
| 2007 | ジェイク・ピービー#          | サンディエゴ・パドレス           | NL     | 2.54   | 19   | 240    | [ 81 ]        |
| 2011 | クレイトン・カーショウ#      | ロサンゼルス・ドジャース         | NL     | 2.28   | 21   | 248    | [ 82 ]        |
| 2011 | ジャスティン・バーランダー§# | デトロイト・タイガース           | AL     | 2.40   | 24   | 250    | [ 83 ]        |
| 2020 | シェーン・ビーバー#          | クリーブランド・インディアンス   | AL     | 1.63   | 8    | 122    | [ 84 ] [ 85 ] |
| 2024 | クリス・セール               | アトランタ・ブレーブス           | NL     | 2.38   | 18   | 225    |               |
| 2024 | タリック・スクーバル         | デトロイト・タイガース           | AL     | 2.39   | 18   | 228    |               |